# Североамериканский какомицли
Североамериканский какомицли, или калифорнийский кэкомисл, или кошачий енот (лат. Bassariscus astutus) — хищное млекопитающее из семейства енотовых.

## Распространение

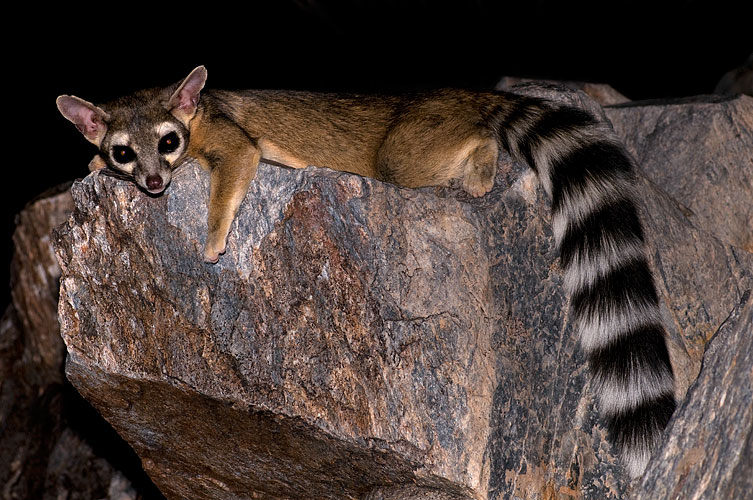

Обитает на юге Северной Америки: в Калифорнии, Техасе, Юте, Нью-Мексико, Аризоне, на западе Колорадо, юго-западе Орегона и Вайоминга, севере Невады, в северной и центральной Мексике и на трёх островах Калифорнийского залива. Распространен обычно до высоты 1400 м, хотя наблюдался и на высотах 2000 и 2900 м. Обитает в полузасушливых дубовых лесах (Quercus), сосновых борах (Pinus edulis), можжевельниковых зарослях (Juniperus), горных хвойных лесах, чапаррелях, пустынях и других засушливых тропических местностях, скалистых районах. Хорошо приспособился к жизни в густонаселённых регионах.

## Образ жизни
Сумеречный и ночной хищник. Питается грызунами, насекомыми, птицами и фруктами. Ведёт одиночный образ жизни, за исключением сезона размножения в конце февраля. Детёныши рождаются в мае.

## Подвиды
Выделяют 14 подвидов североамериканского какомицли (Bassariscus astutus):
B. astutus astutus
B. astutus arizonensis
B. astutus bolei
B. astutus consitus
B. astutus flavus
B. astutus insulicola
B. astutus macdougalli
B. astutus nevadensis
B. astutus octavus
B. astutus palmarius
B. astutus raptor
B. astutus saxicola
B. astutus willetti
B. astutus yumanensis

## Фото и видео

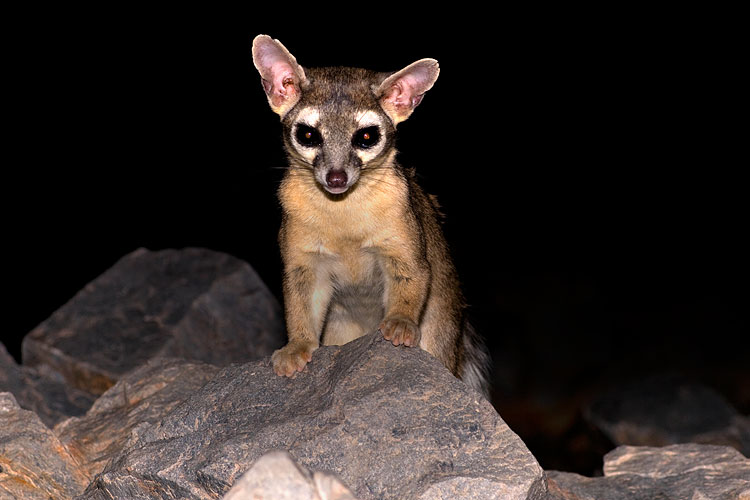
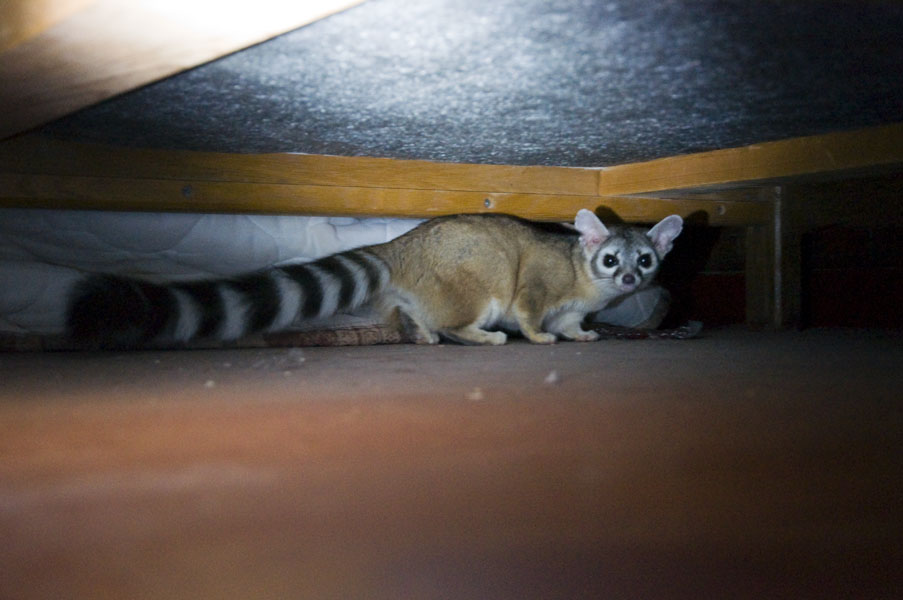
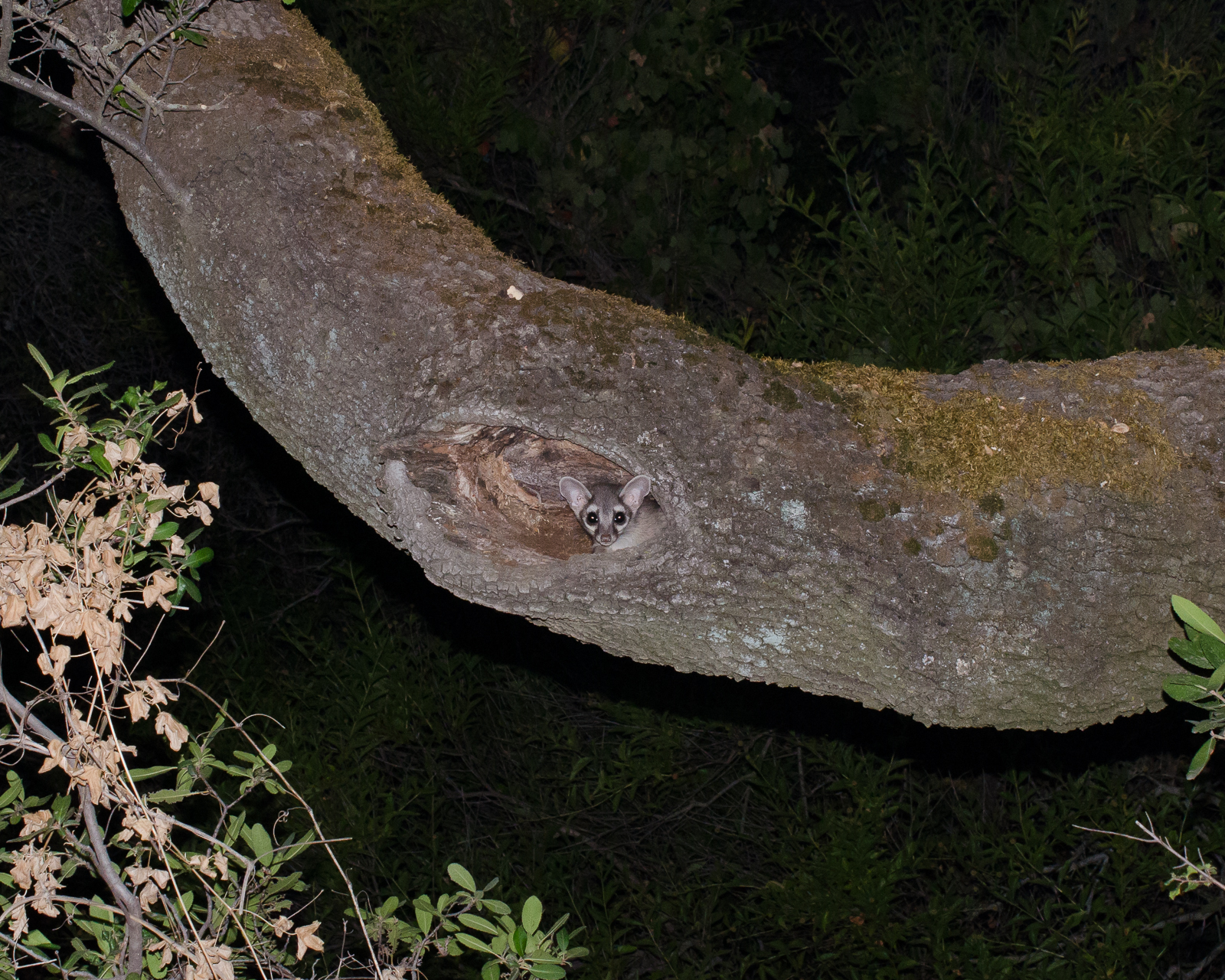
Какомицли в дупле дерева